# Koszmosz–291
Koszmosz–291 (oroszul: Космос 291) ISZ–P szovjet (ASAT) célműhold. Technikai hiba miatt a műholdat nem tartották a vadászműhold-program részének.

## Jellemzői
A Központi Mérnöki Tervezőiroda (oroszul: Центральное конструкторское бюро машиностроения – ЦКБ) tervezte és felügyelte építését. Mind az ISZ–A (ИС-А – истребитель спутник-активный), mind az ISZ–P műholdakat a Cselomej vezette OKB–52 fejlesztette ki és építette meg. Üzemeltetője a moszkvai Honvédelmi Minisztérium (oroszul: Министерство обороны – MO).
Megnevezései:  COSPAR: 1969-066A; SATCAT kódja: 4058.
1969. augusztus 6-án indították a Bajkonuri űrrepülőtérről az LC90–19 (LC–Launch Complex) jelű indítóállványról egy Ciklon–2 (11K69) típusú hordozórakétával állították alacsony Föld körüli pályára (LEO = Low-Earth Orbit). Orbitális pályája 90,8 perces, 62,2° hajlásszögű, az elliptikus pálya perigeuma 142 kilométer, apogeuma 494 kilométer volt.
A műhold fedélzeti hajtóművének hibája miatt nem állt a megfelelő pályára, ezért az elfogó műhold következő napra tervezett indítását nem hajtották végre.
Az űreszközt radarbeállításokra (állomány-gyakoroltatás) használták.
A sorozat felépítését, szerkezetét, alapvető fedélzeti rendszereit tekintve egységesített, szabványosított űreszköz. Alakja hengeres, átmérője 1.5 méter, hossza 4.5 méter, hasznos tömege 3750 kilogramm. Aktaív radarral felszerelt. Áramforrásai kémiai akkumulátorok voltak. Hajtóműve egy kísérleti Jantar gázplazmamotor volt.
1969. szeptember 8-án, 33 nap (0,09 év) után belépett a légkörbe és megsemmisült.